# Адміністративний устрій Канівського району
Адміністративний устрій Канівського району — адміністративно-територіальний поділ Канівського району Черкаської області на 6 сільських громад та 3 сільські ради, які об'єднують 60 населених пунктів та підпорядковані Канівській районній раду. Адміністративний центр — місто Канів, що є містом обласного значення та до складу району не входить.

## Список громадКанівського району
- Канівська міська громада

| № | Назва                         | Центр        | Населені пункти | Площа км² | Місце за площею | Населення (2001), чол. | Місце за населенням |
| - | ----------------------------- | ------------ | --- | --------- | --------------- | ---------------------- | ------------------- |
| 1 | Бобрицька сільська громада    | с. Бобриця   | с. Бобриця с. Бучак с. Глинча с. Григорівка с. Грищинці с. Іваньків с. Луковиця с. Пшеничники с. Студенець с. Трахтемирів с. Тростянець с. Трощин с. Черниші                                                                       |           |                 |                        |                     |
| 2 | Литвинецька сільська громада  | с. Литвинець | с. Бересняги с. Ковалі с. Козарівка с. Курилівка с. Литвинець с-ще Орловець с. Синявка |           |                 |                        |                     |
| 3 | Ліплявська сільська громада   | с. Ліпляве   | с. Ліпляве с. Келеберда с. Озерище |           |                 |                        |                     |
| 4 | Межиріцька сільська громада   | с. Межиріч   | с. Бабичі с. Гамарня с. Кононча с. Лука с. Межиріч с. Михайлівка с. Хмільна с. Хутір-Хмільна |           |                 |                        |                     |
| 5 | Степанецька сільська громада  | с. Степанці  | с. Степанці с. Беркозівка с. Буда-Горобіївська с. Горобіївка с. Дарівка с. Ключники с. Копіювата с-ще Копіювате с. Лізки с. Малий Ржавець с. Мартинівка с. Новоукраїнка с. Павлівка с. Пилява с. Полствин Попівка с-ще Степанецьке |           |                 |                        |                     |
| 6 | Таганчанська сільська громада | с. Таганча   | с. Голяки с. Мельники с. Поташня с. Таганча |           |                 |                        |                     |

## Список радКанівського району
| № | Назва                      | Центр         | Населені пункти                                | Площа км² | Місце за площею | Населення (2001), осіб | Місце за населенням |
| - | -------------------------- | ------------- | ---------------------------------------------- | --------- | --------------- | ---------------------- | ------------------- |
| 1 | Пекарівська сільська рада  | с. Пекарі     | с. Пекарі                                      |           |                 | 505                    | 3                   |
| 2 | Потапцівська сільська рада | с. Потапці    | с. Потапці с. Лазірці с. Пищальники с-ще Райок |           |                 | 622                    | 2                   |
| 3 | Прохорівська сільська рада | с. Прохорівка | с. Прохорівка с. Сушки                         |           |                 | 1223                   | 1                   |

* Примітки: м. — місто, с-ще — селище, смт — селище міського типу, с. — село